# Sistema solare interno

Il sistema solare interno con il piano dell'orbita della Terra e degli altri pianeti interni.

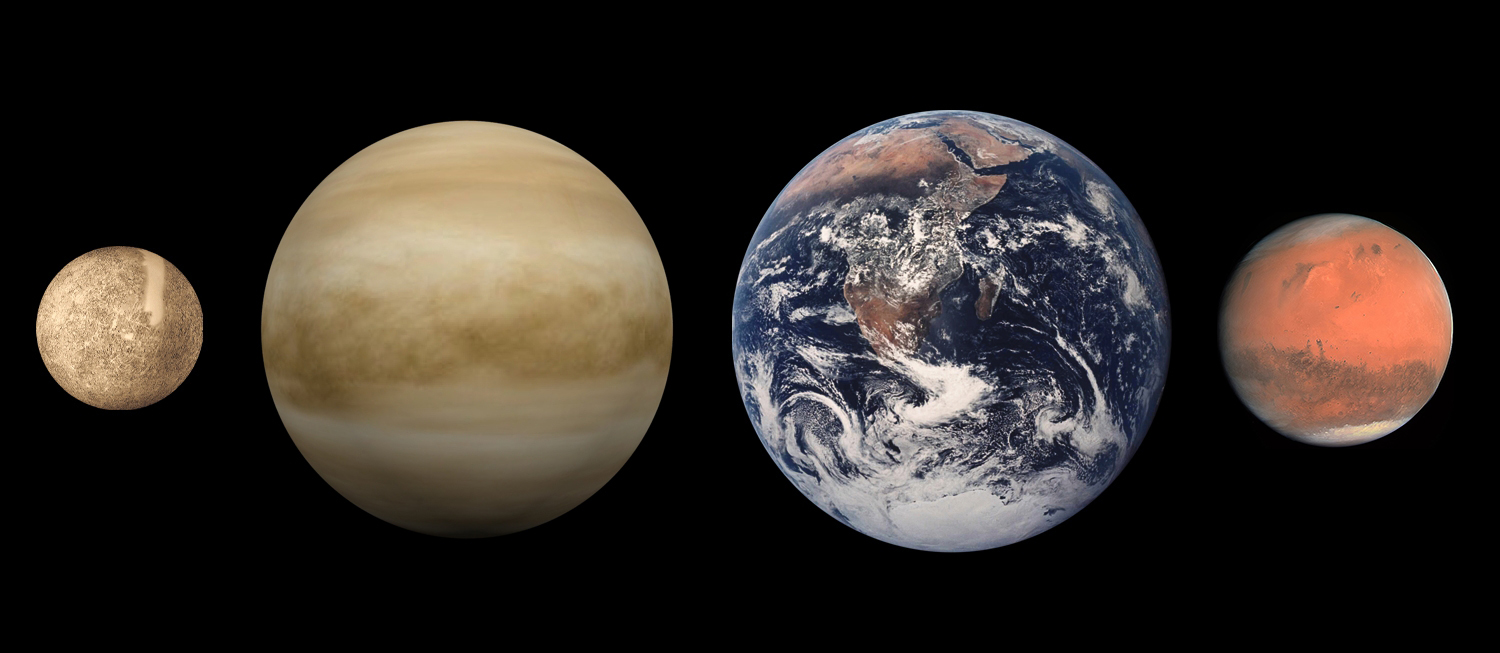
Immagine in scala dei pianeti terrestri. Da sinistra a destra: Mercurio, Venere, Terra, Marte

Il sistema solare interno è la parte interna del Sistema solare, cioè lo spazio che va dal Sole alla fascia principale.
Esso è costituito, oltre che dal Sole, dai quattro pianeti terrestri: Mercurio, Venere, la Terra con la Luna e Marte, con i suoi due piccoli satelliti Fobos e Deimos. Si tratta di corpi composti per lo più di silicati nella crosta e metalli nel nucleo, hanno al massimo un paio di satelliti naturali, nessun anello planetario e sono compresi in una regione il cui diametro è inferiore alla distanza tra Giove e Saturno.
Sono ancora in corso studi sulla regione compresa tra Mercurio ed il Sole.

## Storia
Nella letteratura scientifica in italiano, pianeta interno è sinonimo di pianeta inferiore, tuttavia Marte, pur essendo un pianeta esterno o superiore nella definizione in italiano, fa parte del sistema solare interno. Nella letteratura moderna infatti per sistema solare esterno si intendono i corpi che orbitano oltre il limite della neve e che hanno avuto una formazione ed evoluzione differente rispetto ai corpi rocciosi del sistema solare interno, che comprende appunto i quattro pianeti rocciosi, da Mercurio a Marte. Questa divisione tra sistema solare interno deriva dai tempi della formazione del sistema solare: la condensazione dei ghiacci oltre la frost line ha portato alla differente caratterizzazione degli oggetti che si trovano entro od oltre questo limite.

## Caratteristiche
I quattro pianeti del sistema solare interno hanno al massimo due satelliti naturali e nessun anello planetario. La composizione è densa e quasi totalmente rocciosa e sono pertanto detti pianeti terrestri o tellurici.
La crosta e il mantello sono costituiti da minerali refrattari come i silicati, mentre il nucleo è formato prevalentemente da ferro e nichel.
Sono caratterizzati da una temperatura superficiale relativamente alta, dovuta alla vicinanza del Sole. Tre dei quattro pianeti interni (Venere, Terra e Marte) hanno un'atmosfera abbastanza densa da generare delle condizioni atmosferiche variabili, tuttavia molto sottile se confrontata con quella di Giove o Saturno; la temperatura elevata e l'attrazione gravitazionale del Sole hanno infatti spazzato via gli elementi più volatili (idrogeno ed elio) durante le prime fasi della formazione planetaria.
Tutti presentano crateri da impatto e caratteristiche superficiali legate ad assestamenti tettonici come rift, fosse tettoniche e vulcani.
Le dimensioni dei pianeti interni sono relativamente piccole (meno di 15.000 chilometri di diametro) e rispetto ai pianeti giganti del sistema solare esterno il loro moto di rivoluzione è più veloce, mentre quello di rotazione è più lento.